# بورسفيل (أوهايو)
بورسفيل (بالإنجليزية: Bowersville, Ohio)‏ هي منطقة سكنية تقع في الولايات المتحدة في مقاطعة غرين، أوهايو. يقدر عدد سكانها بـ 312 نسمة ومساحتها 0.39 كم2 وترتفع عن سطح البحر 332 متر.

## التركيبة السكانية
قام مكتب تعداد الولايات المتحدة بتحديد بيانات التركيبة السكانية لبورسفيل في تعداد الولايات المتحدة. في ما يلي، التركيبة السكانية حسب تعدادي 2000 و2010.

### تعداد عام 2000
بلغ عدد سكان بورسفيل 290 نسمة بحسب تعداد عام 2000، وبلغ عدد الأسر 111 أسرة وعدد العائلات 85 عائلة مقيمة في القرية. في حين سجلت الكثافة السكانية 2,101.3 نسمة لكل ميل مربع (811.3/كم2). وبلغ عدد الوحدات السكنية 121 وحدة بمتوسط كثافة قدره 876.7 نسمة لكل ميل مربع (338.5/كم2).
وتوزع التركيب العرقي للقرية بنسبة 98.28% من البيض و 0.34% من الأمريكيين الأصليين و 0.34% من الأمريكيين ذوي الأصول الآسيوية و 0.69% من عرقين مختلطين أو أكثر.
بلغ عدد الأسر 111 أسرة كانت نسبة 36.0% منها لديها أطفال تحت سن الثامنة عشر تعيش معهم، وبلغت نسبة الأزواج القاطنين مع بعضهم البعض 61.3% من أصل المجموع الكلي للأسر، ونسبة 12.6% من الأسر كان لديها معيلات من الإناث دون وجود شريك، وكانت نسبة 23.4% من غير العائلات. تألفت نسبة 20.7% من أصل جميع الأسر من أفراد ونسبة 9.9% كانوا يعيش معهم شخص وحيد يبلغ من العمر 65 عاماً فما فوق. وبلغ متوسط حجم الأسرة المعيشية 3.01، أما متوسط حجم العائلات فبلغ 2.61.
بلغ العمر الوسطي للسكان 38 عاماً. وكانت نسبة 24.5% من القاطنين تحت سن الثامنة عشر، وكانت نسبة 10.7% بين الثامنة عشر والأربعة وعشرون عاماً، ونسبة 29.7% كانت واقعةً في الفئة العمرية ما بين الخامسة والعشرون حتى والأربعة وأربعون عاماً، ونسبة 22.8% كانت ما بين الخامسة والأربعون حتى الرابعة والستون، ونسبة 12.4% كانت ضمن فئة الخامسة والستون عاماً فما فوق. يوجد لكل 100 أنثى 108.6 ذكر، ويوجد لكل 100 أنثى في الثامنة عشر من عمرها فما فوق 102.8 ذكر.
بلغ متوسط دخل الأسرة في القرية 36,406 دولار، أما متوسط دخل العائلة فبلغ 38,846 دولار. وكان متوسط دخل الذكور 31,250 دولار مقابل 25,625 دولار للإناث. وسجل دخل الفرد الخاص بالقرية 14,132 دولار.

### تعداد عام 2010
بلغ عدد سكان بورسفيل 312 نسمة بحسب تعداد عام 2010، وبلغ عدد الأسر 119 أسرة وعدد العائلات 89 عائلة مقيمة في القرية. في حين سجلت الكثافة السكانية 2,080.0 نسمة لكل ميل مربع (803.1/كم2). وبلغ عدد الوحدات السكنية 134 وحدة بمتوسط كثافة قدره 893.3 لكل ميل مربع (344.9/كم2).
وتوزع التركيب العرقي للقرية بنسبة 97.1% من البيض و 0.6% من الأمريكيين الأفارقة و 1.9% من عرقين مختلطين أو أكثر.
بلغ عدد الأسر 119 أسرة كانت نسبة 37.0% منها لديها أطفال تحت سن الثامنة عشر تعيش معهم، وبلغت نسبة الأزواج القاطنين مع بعضهم البعض 58.0% من أصل المجموع الكلي للأسر، ونسبة 14.3% من الأسر كان لديها معيلات من الإناث دون وجود شريك، بينما كانت نسبة 2.5% من الأسر لديها معيلون من الذكور دون وجود شريكة وكانت نسبة 25.2% من غير العائلات. تألفت نسبة 19.3% من أصل جميع الأسر من أفراد ونسبة 10.1% كانوا يعيش معهم شخص وحيد يبلغ من العمر 65 عاماً فما فوق. وبلغ متوسط حجم الأسرة المعيشية 2.99، أما متوسط حجم العائلات فبلغ 2.62.
بلغ العمر الوسطي للسكان 36 عاماً. وكانت نسبة 26% من القاطنين تحت سن الثامنة عشر، وكانت نسبة 8.1% بين الثامنة عشر والأربعة وعشرون عاماً، ونسبة 29.6% كانت واقعةً في الفئة العمرية ما بين الخامسة والعشرون حتى والأربعة وأربعون عاماً، ونسبة 23.4% كانت ما بين الخامسة والأربعون حتى الرابعة والستون، ونسبة 13.1% كانت ضمن فئة الخامسة والستون عاماً فما فوق. وتوزع التركيب الجنسي للسكان بنسبة 49.0% ذكور و51.0% إناث.